# Гламоч (острво)
43° 54′ 05″ N 15° 15′ 02″ E / 43.90139° С; 15.25056° И
Гламоч је ненасељено острвце у хрватском дијелу Јадранског мора. Налази се у Корнатском архипелагу око 1 km сјеверно од острва Жут, између Дугог отока и Скале Велике. Његова површина износи 0,413 km², док дужина обалске линије износи 3,08 km. Највиши врх је висок 53 m. Грађен је од кречњака и доломита кредне старости.